# Ahah

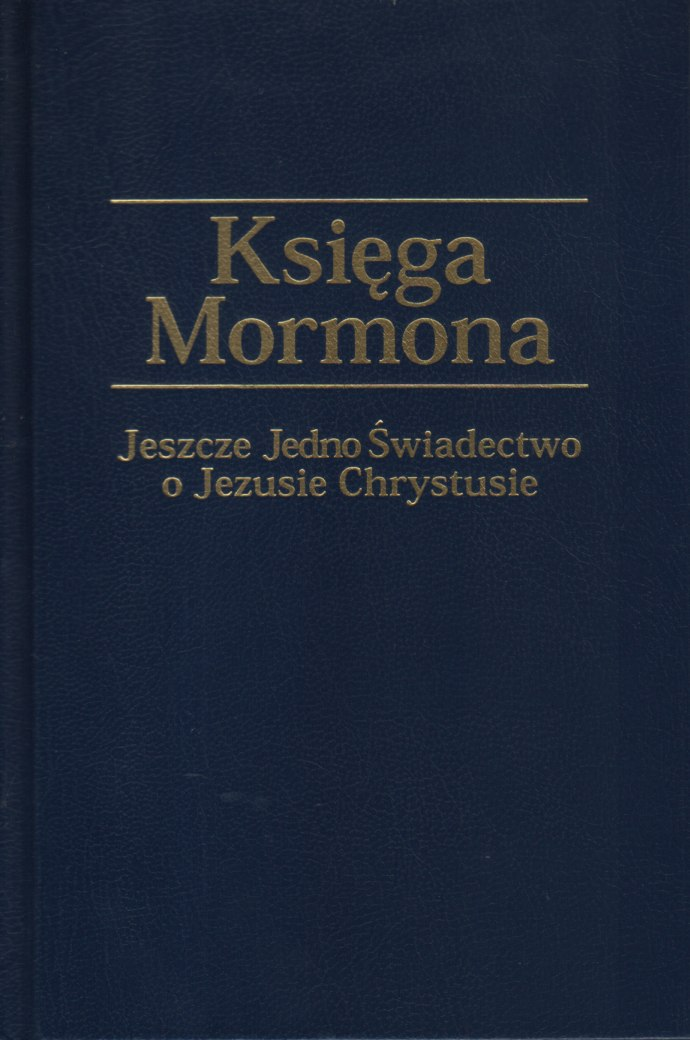
Księga Mormona, jedno z mormońskich pism świętych i jednocześnie źródło przekazu o Ahahu

Ahah (deseret 𐐁𐐐𐐂) – w wierzeniach ruchu świętych w dniach ostatnich (mormonów) jeredycki król, syn Seta. Informacje na jego temat zawiera będąca częścią mormońskiej świętej księgi Księga Etera. Jego panowanie przynależy do późnego okresu jeredyckiej historii. Miało być krótkie i naznaczone rozlewem krwi oraz niegodziwością, trwało też do śmierci Ahaha. Władca ten wykorzystywany bywa też przez mormońskich apologetów. Imię Ahah występuje wśród wyznających mormonizm Maorysów.

## Wymowa imienia
Wymowa tego imienia wzbudzała pewne zainteresowanie mormońskich badaczy. Zostało ono zresztą ujęte w przewodniku po wymowie, dołączanym do każdego egzemplarza anglojęzycznej wersji Księgi Mormona od 1981. Źródła wskazują generalnie niemniej na znaczną różnicę między wymową preferowaną i powszechną współcześnie, a tą z wczesnego okresu kolonizacji terytorium Utah, jeżeli chodzi o wiele nazw i imion z Księgi Mormona. Nie ma takiej różnicy wszelako w przypadku Ahaha. Pierwotna wymowa, zwłaszcza ta stosowana przez Josepha Smitha, ma pewne znaczenie w badaniach nazw własnych występujących w Księdze Mormona, choć, na gruncie mormońskiej teologii, nie jest w nich czynnikiem decydującym. Do ustalenia wymowy używanej przez Smitha wykorzystuje się między innymi wydanie Księgi Mormona w alfabecie deseret z 1869.
Istnieją wszelako relacje ludzi posługujących w procesie nazywanym przez świętych w dniach ostatnich tłumaczeniem Księgi Mormona, które rzucają światło na to, jak Smith pierwotnie radził sobie z nieznanymi słowami. Hugh Nibley, powołując się na relacje skrybów Smitha, stwierdził, że „nigdy nie wymawiał on takich słów, zawsze poprzestając na ich przeliterowaniu”. Ściśle na gruncie mormońskiej teologii nie próbuje się dociekać pierwotnej, jeredyckiej wymowy tegoż słowa, podobnie jak nie prowadzi się takowych rozważań wobec słów i nazw nefickich.
Również na gruncie mormońskiej teologii zauważa się inherentną problematyczność wymowy nazw i imion przynależnych do tej mormońskiej świętej księgi. Ma to wynikać z tego, że żadne z nich nie zostało przekazane Josephowi Smithowi ustnie, z wyjątkiem może imienia Moroniego, który wszak przedstawił się Smithowi w wizji. Z doktrynalnego punktu widzenia sposób, w jaki bohaterowie Księgi Mormona wypowiadali te słowa, pozostał nieznany pierwszemu mormońskiemu przywódcy.

## Umiejscowienie w tekście Księgi Mormona
W ściśle teologicznym sensie relacja o Ahahu zawarta jest w partii materiału określanej mianem płyt Mormona, zatem streszczenia większych płyt Nefiego dokonanego przez Mormona. Umieszcza się ją w części tekstu dodanej do płyt Mormona już przez Moroniego. Na treść Księgi Etera, której częścią jest zachowany przekaz o Ahahu, składa się streszczenie z dwudziestu czterech złotych płyt Etera, opracowane przez Moroniego właśnie. Na kartach oficjalnych edycji Księgi Mormona, w tym tej obowiązującej od 1981, postać ta wspominana jest w wersetach dziewiątym i dziesiątym pierwszego rozdziału Księgi Etera, jak również w wersetach dziesiątym i jedenastym jedenastego rozdziału tej samej księgi. Współcześnie używany system podziału Księgi Mormona na rozdziały i wersy sięga 1879. W jej pierwszym wydaniu bowiem, opublikowanym w 1830, wzmianki o Ahahu były częścią rozdziałów pierwszego i czwartego Księgi Etera. Ocenia się, że mówiący o Ahahu materiał został spisany 25 i 28 maja 1829.

## Rola w tekście Księgi Mormona
Informacje na temat Ahaha zawiera, podobnie jak w przypadku innych Jeredytów, Księga Etera. Jego panowanie przynależy do późnego okresu jeredyckiej historii. Zgodnie z przechowaną na kartach Księgi Mormona genealogią był synem Seta oraz ojcem Etema. Jego panowanie było krótkie, naznaczone niegodziwościami i znacznym rozlewem krwi. Panować miał do śmierci. Władzę przejął po nim syn. Spekulowano w komentarzach na temat natury sukcesji po Ahahu, sugerując przynajmniej, że mogła ona nie być pokojowa.

## W mormońskiej teologii oraz w badaniach nad Księgą Mormona
Istnienie Ahaha nie znalazło potwierdzenia w źródłach zewnętrznych. Językoznawcy związani z Kościołem Jezusa Chrystusa Świętych w Dniach Ostatnich rozważali etymologię imienia tego władcy, wskazując, bez definitywnego wszakże rozstrzygania kwestii, na jego semickie źródła. Pojawiały się również sugestie o pochodzeniu tego imienia z języka egipskiego.
W ściśle teologicznym sensie można z kolei zauważyć, że badania nad etymologią jeredyckich nazw własnych pozostają w sferze spekulacji. Osiąga się w tym zakresie niemniej pewne rezultaty, zwłaszcza jeżeli przyjmie się, iż niektóre zostały przetłumaczone na język używany przez Nefitów. Stwierdzono przy tym, iż światło na tę kwestię mogłoby także rzucić przekonujące powiązanie Jeredytów z którąś ze znanych kultur starożytnych. Ahah przewijał się także w analizach ponownego użytkowania imion jeredyckich pośród Nefitów, Lamanitów czy Mulekitów.
Cząstka -hah bądź -ihah często dyskutowana jest odrębnie, również w odniesieniu do innych zawierających ją imion czy nazw, tak tych jeredyckich, jak i nefickich. Debaty te nie przyniosły jak dotąd jasnego rozstrzygnięcia. Zauważa się przy ich okazji niebezpieczeństwo wiążące się z bezkrytycznym wyprowadzaniem nazw i imion z Księgi Mormona ze źródeł bliskowschodnich.
John W. Welch w swoim obszernym komentarzu Księgi Mormona opublikowanym w 2020 zauważył, że Ahah występuje w tym tekście dwukrotnie, za każdym razem w określonym porządku. Za pierwszym razem umieszczony jest w porządku genealogicznym, zaczynającym się od Etera, a kończącym się na Jeredzie. Za drugim natomiast pojawia się już chronologicznie, z Jeredem jako protoplastą Jeredytów na początku, a Eterem, prorokiem, kronikarzem i księciem, na końcu. Precyzja owego odwrotnego umiejscowienia Ahaha w tekście uznana została za niezwykłą, Welch natomiast uznał ją za jeden z przejawów Bożego natchnienia, dzięki któremu Joseph Smith był w stanie przełożyć Księgę Mormona.
Wykorzystano imię tego jeredyckiego w badaniu porównującym praktyki nazewnicze obecne w Księdze Mormona z tymi obecnymi w pracach J.R.R. Tolkiena.

## W mormońskiej kulturze
Niezależnie od spekulacji etymologicznych i teologicznych Ahah znalazł miejsce w mormońskiej kulturze. Pojawia się choćby w publikowanych przez Kościół materiałach o charakterze rozrywkowym i edukacyjnym, między innymi w magazynie Friend z maja 1987. Imię Ahah (w zapisie Ahaha) występuje wśród wyznających mormonizm Maorysów.